# Adrian Griffith
Adrian Griffith, né le 11 novembre 1984 à New Providence, est un athlète bahaméen, spécialiste du sprint.

## Biographie
Son meilleur temps de 10 s 14 sur 100 m et de 20 s 54 sur 200 m, réalisés à Clermont (Floride) en avril et mai 2014. Il avait battu le record national du relais 4 × 100 m en 38 s 70 lors des championnats du monde 2013.
Il porte ses records à 10 s 11 sur 100 mètres, et 20 s 52 sur 200 mètres, le 11 juin 2016 à Montverde (Floride).

## Palmarès
| Date | Compétition                              | Lieu           | Résultat | Épreuve   | Temps         |
| ---- | ---------------------------------------- | -------------- | -------- | --------- | ------------- |
| 2007 | Jeux panaméricains                       | Rio de Janeiro | 7e       | 4 × 100 m | 39 s 91       |
| 2008 | Championnats d'Am. cent. et des Caraïbes | Cali           | 2e       | 4 × 100 m | 39 s 22       |
| 2013 | Championnats d'Am. cent. et des Caraïbes | Morelia        | 1er      | 4 × 100 m | 38 s 77       |
| 2014 | Relais mondiaux de l'IAAF                | Nassau         | 6e       | 4 × 100 m | 1 min 23 s 19 |

## Records
| Épreuve    | Performance | Lieu      | Date         |
| ---------- | ----------- | --------- | ------------ |
| 100 mètres | 10 s 11     | Montverde | 11 juin 2016 |
| 200 mètres | 20 s 52     | Montverde | 11 juin 2016 |